# Хотолька
Хото́лька — небольшая речка в Крестецком районе Новгородской области, правый приток реки  Ниша
(бассейн озера Ильмень). Принадлежит бассейну Балтийского моря. Длина реки — 13 км.
Берёт начало в малонаселённой местности в лесном болоте, в 5,5 км севернее федеральной автомобильной дороги «Россия» М10 (E 105).
На левом берегу Хотольки расположена деревня Хотоли.